# Grunt Records
La Grunt Records è stata una etichetta discografica fondata nel 1971 a San Francisco per la produzione dei dischi dei Jefferson Airplane e dei progetti solisti o paralleli dei suoi membri. Distribuita dalla RCA Records, che come RCA Victor aveva pubblicato i primi dischi del gruppo californiano, fu diretta dal loro manager Bill Thompson.
Inizialmente pubblicò anche dischi di altri artisti e formazioni musicali della Bay Area collegati con i Jefferson Airplane. In seguito il marchio Grunt comparve solo sui dischi degli Airplane, dei successivi Jefferson Starship e Hot Tuna e dei dischi solisti dei suoi membri. L'ultima apparizione dell'etichetta avvenne nel 1987 con l'ultimo album degli Starship con Grace Slick. Da quel momento, le riedizioni dei dischi del catalogo Grunt passarono alla RCA Records e poi alla BMG che l'aveva assorbita.

## Storia
La Grunt Records venne creata subito dopo la fondazione della Jefferson Airplane, Inc., società che curava gli interessi dei membri del gruppo e che ne deteneva il marchio. Della società erano proprietari Paul Kantner, Grace Slick, Jorma Kaukonen, Jack Casady e Bill Thompson.
Il nome dell'etichetta derivava da un titolo provvisorio dell'album Volunteers, che doveva essere Squat on my Grunt.
I primi artisti che firmarono per la nuova label furono ovviamente i Jefferson Airplane e gli Hot Tuna, il progetto parallelo di Kaukonen e Casady. Con loro Peter Kaukonen, fratello di Jorma, Jack Bonus, Papa John Creach, Richmond Talbott e gli One.
Il primo disco uscito per la Grunt Records fu Bark dei Jefferson Airplane nel settembre del 1971 e cui seguì l'anno successivo Sunfighter di Paul Kantner e Grace Slick.
In seguito firmarono per la Grunt l'ex-batterista degli Airplane Joey Covington e Jack Traylor (musicista amico del gruppo e autore di alcune loro canzoni). Nel 1974 la RCA liberò tutti gli artisti sotto contratto Grunt salvo i Jefferson Starship e gli Hot Tuna. Jorma Kaukonen firmo nel 1979 un contratto per la RCA Records per i suoi lavori da solista.
I Jefferson Starship e i successivi Starship pubblicarono per la Grunt fino a quando Grace Slick gli lasciò nel 1988. Il disco della reunion dei Jefferson Airplane del 1989 fu realizzato per la Epic Records.

## Discografia
- 1971 – Jefferson Airplane, Bark FTR-1001
- Paul Kantner, Grace Slick, Sunfighter FTR-1002
- Papa John Creach, Papa John Creach FTR-1003
- Hot Tuna, Burgers FTR-1004
- Jack Bonus, Jack Bonus FTR-1005
- Peter Kaukonen, Black Kangaroo FTR-1006
- Jefferson Airplane, Long John Silver FTR-1007
- 1, Come, FTR-1008
- Papa John Creach, Filthy! FTR-1009
- Jefferson Airplane, Thirty Seconds Over Winterland BFL1-0147
- Paul Kantner, Grace Slick, David Freiberg, Baronvon Tollbooth and the Chrome Nun BFL1-0148
- Joey Covington, Fat Fandango BFL1-0149
- Jack Traylor and Steelwind, Child of Nature BFL1-0194
- Jorma Kaukonen, Quah BFL1-0209
- Grace Slick, Manhole (album) BFL1-0347
- Hot Tuna, The Phosphores centRat BFL1-0348
- Papa John Creach, Playing My Fiddle for You BFL1-0418
- Jefferson Airplane, Early Flight CYL1-0437
- Grace Slick, Paul Kantner, Jefferson Starship, DragonFly BFL1-0717
- Hot Tuna, America's Choice BFL1-0820
- Jefferson Starship, Red Octopus BFL1-0999
- Hot Tuna, Yellow Fever BFL1-1238
- Jefferson Airplane, Flight Log CYL2-1255
- Jefferson Starship, Spitfire BFL1-1557
- Hot Tuna, Hoppkorv BFL1-1920
- Jefferson Starship, Earth BXL1-2515
- Hot Tuna, Double Dose CYL2-2545
- Hot Tuna, The Last Interview? DJL1-2852
- Jefferson Starship, Gold BZL1-3247
- Hot Tuna, Final Vinyl BXL1-3357
- Jefferson Starship, Freedom at Point Zero BZL1-3452
- Jefferson Starship, Modern Times BZL1-3848
- Jefferson Starship, Winds of Change BXL1-4372
- Jefferson Starship, Nuclear Furniture BXL1-4921
- Starship, Knee Deep in the Hoopla BXL1-5488
- Starship, No Protection 6413-1R